# Tabula dealbata
Una tabula dealbata (en griego leykoma, plural en latín, tabulae dealbatae), también album, es un término latino que designa a una tabla blanqueada con barniz o cal que se utilizaba en la Antigua Roma para que los magistrados publicasen sus documentos oficiales, decretos, edictos u otros avisos públicos inscritos en negro.

## Historia
En particular, las tablas o tablones de anuncios de los magistrados judiciales (pretores, ediles curules, ...) fueron fundamentales porque establecían los principios que seguirían en su actividad como administradores de justicia.
Los Annales Maximi del Pontifex maximus, los edictos anuales del pretor, las listas de los senadores municipales y jurados (album indicum) se exponían de esta manera. El Acta Diurna, una especie de boletín oficial del gobierno, que contenía un registro oficialmente autorizado de acontecimientos notables en Roma, también se publicó de esta manera.
La tabula dealbata del Pontifex maximus fue especialmente importante durante el período en que este cargo tenía control sobre la ley romana. Se exponía en el exterior de su residencia oficial, la Regia, al final de cada año, de ahí el nombre de annales, donde se anotaban los eventos importantes que sucedían día a día como los nombres de cónsules y magistrados elegidos (los llamados epónimos), acontecimientos notables, prodigios, ... 

## Legado
El tener el registro de todos los acontecimientos más importantes, tanto civiles como religiosos, adquirió una importancia histórica considerable, aunque debe recordarse que la narración de muchos sucesos no siempre garantiza la veracidad histórica. Todos los hechos fueron descritos desde un punto de vista aristocrático. Mucio Escévola (un pontifex maximus) c. 130 a. C. los reorganizó y los recopiló en 80 libros de Annales maximi.

## Album
Desde el punto de vista de la etimología de album (del latín albus, "blanco"), pasando por la época medieval y moderna, su traducción al español como "álbum" llegó a denotar un libro de páginas en blanco en el que se recopilan versos, autógrafos, bocetos, fotografías o similares. A través de esto, se llegó al significado moderno de un álbum como una colección de grabaciones de audio en forma de un solo elemento en un CD, una grabación, una cinta de audio o cualquier otro medio.
Otra derivación también se aplica a la lista oficial de estudiantes matriculados en una universidad o al documento en el que un obispo inscribe los nombres de los sacerdotes de su diócesis.